# إشتفان سوتش
إشتفان سوتش (بالمجرية: Szűcs István)‏ هو لاعب كرة قدم مجري في مركز قلب الدفاع، ولد في 3 مايو 1985 في دبرتسن في المجر. لعب مع نادي بكسكابا 1912 إلوره ونادي دبرتسني ونادي كيكسكيميت.